# Reinhardtia elegans
Reinhardtia elegans là loài thực vật có hoa thuộc họ Arecaceae. Loài này được Liebm. miêu tả khoa học đầu tiên năm 1846.